# Cliff Burton
Clifford Lee Burton (10. února 1962 Castro Valley, Kalifornie – 27. září 1986 Ljungby, Švédsko) byl baskytarista thrash metalové skupiny Metallica. Byl znám svým specifickým pojetím baskytary jako sólového nástroje. Dodnes je považován za nejlepšího baskytaristu skupiny, a za jednoho z nejlepších baskytaristů všech dob.
Cliff byl synem dvou hippies ze San Francisca – Jan a Raye Burtonových – a ideály hippies byl ovlivněn po celý svůj život.
Od 6 let hrál na klavír, v roce 1978 se však rozhodl pro baskytaru, na níž cvičíval i 6 hodin denně.  Po ukončení střední školy navštěvoval hudební kurs na Napa Valley Junior College. Miloval klasiku, jazz, blues, country, ne moc typické styly pro metalového hráče, ale přesto dobré pro skvělého hudebníka. Ve své hře byl ovlivněn baskytaristy z Rush (Joe Perna), Black Sabbath (Geezer Butler) a Motörhead (Lemmy Kilmister).
Na přelomu 70. a 80. let 20. století hrál v několika místních kapelách a v roce 1982 se připojil k Metallice. Na postu baskytaristy nahradil Rona McGowneyho. Hetfield a spol. si Cliffa povšimli v klubu Whiskey a Go Go, kde hrál se svou kapelou Trauma.
Poprvé s Metallicou vystoupil 3. března 1983. Za svého působení v kapele nahrál pouze tři alba (Kill 'Em All, Ride the Lightning a Master of Puppets), jež však patří k nejvýznamnějším v historii metalu. Album Master of Puppets je považováno za nejlepší album Metallicy.
Díky kombinování bluesových, jazzových a klasických stylů zásadním způsobem ovlivnil hudbu Metallicy.
Poslední píseň, kterou s Metallicou hrál, byla Fight Fire with Fire dne 26. září 1986 na koncertě v Solnahallenu v Solně u Stockholmu, když byla kapela na evropském turné. Následující den časně ráno zemřel při nehodě autobusu – kapela jela právě ze Stockholmu do Kodaně. Autobus se dostal do smyku, načež Cliff vypadl z autobusu, který na něj následně spadl. Zemřel na místě nehody ve věku 24 let.
Zprvu se uvažovalo, jestli autobus nedostal smyk kvůli náledí. Bylo však zjištěno, že cesta byla suchá a teplota byla okolo 2 °C. To bylo taktéž potvrzeno policií, která také žádný led nenašla. Místo toho přišla se zprávou, že stopy na místě nehody byly přesně takové, jako když řidič za volantem usne. Avšak řidič pod přísahou uvedl, že byl zcela odpočatý, jeho svědectví potvrdil i druhý řidič. Bylo rozhodnuto, že řidič není za nehodu zodpovědný a žádné obvinění proti němu nebylo vzneseno.
Po smrti se Cliffovi dostalo několika poct. Skupina Anthrax mu věnovala album Among the Living, frontman Megadeth a bývalý kytarista Metallicy Dave Mustaine pro něho složil píseň In My Darkest Hour.
4. dubna 2009 byl Cliff Burton posmrtně uveden společně s ostatními členy Metallicy do Rokenrolové síně slávy. Ocenění za syna převzal jeho otec Ray Burton, který stál na jevišti s Metallicou. Uvedl přitom, že Cliffova matka Jan byla největším fanouškem kapely.